# Marcino, Tărgoviște
Marcino (în bulgară Марчино) este un sat în comuna Popovo, regiunea Tărgoviște,  Bulgaria. 

## Demografie
Componența etnică a satului Marcino
     Bulgari (76,34%)
     Turci (18,27%)
     Nicio identificare (5,37%)
     Altele (0%)
La recensământul din 2011, populația satului Marcino era de 93 locuitori. Din punct de vedere etnic, majoritatea locuitorilor (76,34%) erau bulgari, cu o minoritate de turci (18,27%). Pentru 5,37% din locuitori nu este cunoscută apartenența etnică.